# Causa Contraofensiva
Se conoce como causa Contraofensiva a las causas vinculadas a los delitos de lesa humanidad contra los militantes Montoneros que ingresaron ilegalmente al país en el marco de la operación denominada «Contraofensiva» en 1979 y 1980. La represión fue coordinada por el Batallón de Inteligencia 601, que era el centro de recepción y análisis de información obtenida tanto en las sesiones de tortura perpetradas en centros clandestinos de detención como en las infiltraciones de agentes de inteligencia en sindicatos, universidades y fábricas.
Las investigaciones fueron divididas en tres tramos para su elevación a juicio. En 2007, en el juicio conocido como «Contraofensiva I» o «Batallón 601 I», 7 represores fueron condenados: Cristino Nicolaides a 25 años, Julio Héctor Simón a 23 años, Jorge Arias Duval a 25 años, Carlos Fontana a 21 años, Juan Gualco a 23 años, Pascual Guerrieri a 20 años y Waldo Roldán a 23 años.

## Hechos
En 1980, durante el régimen terrorista del Proceso de Reorganización Nacional, cinco personas fueron capturadas por fuerzas estatales. El primero fue Ángel Carbajal, detenido el 21 de febrero de 1980 en un guardamuebles en Olivos (Buenos Aires). Luego, el 27 de febrero siguiente, los militares detuvieron a Julio César Genoud, Verónica María Cabilla y Lía Mariana Ercilia Guangiroli en una estación de ómnibus de plaza Once, en Buenos Aires. El día 29, detuvieron a Ricardo Marcos Zucker en plaza Once también. Todos fueron víctimas de desaparición forzada y permanecen en tal condición.
El 9 de septiembre de 1980, fuerzas estatales detuvieron a Silvia Tolchinsky en el paso fronterizo de Las Cuevas (Mendoza), mientras esta intentaba ingresar a la República de Chile. Al día siguiente, fue trasladada a Campo de Mayo, donde permaneció detenida en tres casas próximas a esta localidad, desde septiembre de 1980 hasta julio o agosto de 1981.

## Causa «Scagliusi, Claudio Gustavo y otros»
El 17 de febrero de 1983, se presentaron habeas corpus por cada uno de los 15 desaparecidos de 1980.

## Causa «Guerrieri Pascual Oscar y otros»
En 2005, la Corte Suprema de Justicia de la Nación Argentina anuló las leyes de Obediencia Debida y Punto Final. En 2007, se inició el primer juicio contra militares imputados en la causa n.º 16 307/06: «Guerrieri Pascual Oscar y otros/Privación ilegal de la libertad personal». Los hombres de armas en cuestión fueron:
- el teniente general Cristino Nicolaides, excomandante de Institutos Militares;
- el coronel Luis Jorge Arias Duval, exmiembro del Batallón de Inteligencia 601 (B Icia 601);
- el coronel Carlos Gustavo Fontana, exmiembro del B Icia 601;
- el coronel Waldo Carmen Roldán, exjefe de Inteligencia del B Icia 601;
- el teniente coronel Pascual Oscar Guerrieri, exmiembro del B Icia 601;
- el teniente coronel Santiago Manuel Hoya, exmiembro del B Icia 601;
- y el oficial de policía Julio Héctor Simón, exmiembro del B Icia 601;

Los militares fueron enjuiciados en la causa «Guerrieri Pascual Oscar y otros/Privación ilegal de la libertad personal» que investigaba sobre la desaparición forzada de las cinco personas en 1980. El 18 de diciembre de 2007, el Juzgado Nacional en lo Federal y Correccional N.º 4 sentenció a los militares de este operativo con condenas de entre 21 y 25 años de prisión.
El 18 de diciembre de 2007, el juez Lijo emitió la siguiente condena:
- Cristino Nicolaides: 25 años;
- Julio Héctor Simón: 23 años;
- Jorge Luis Arias Duval: 25 años;
- Carlos Gustavo Fontana: 21 años;
- Juan Carlos Gualco: 23 años;
- Pascual Omar Guerrieri: 20 años;
- y el Waldo Carmen Roldán: 23 años.

### Testigos
Se tomaron los testimonios realizados ante la Comisión Nacional sobre la Desaparición de Personas (CONADEP) y las declaraciones testimoniales de diversas testigos, entre ellos:
Matilde Alex Unia de Genoud, Dora Pedamonti de Campiglia, María Josefa Pérez de García, Rosa Clorinda Rodríguez de Cabilla, Beatriz López de Benítez, Edgardo Ignacio Binstock,José Luis D´Andrea Mohr, Pilar Calveiro de Campiglia, Claudia Olga Ramona Allegrini, Ángel Alejandro Losada, Ana María Fioria, Eduardo Gargano, Silvia Noemí Tolchinsky, Edith Aixa María Bona Esteves, Elvira Raquel Santillán de Dillón, Alfredo Jorge Hurrell, Miguel Ángel Cabrera Carranza, Oscar Héctor Peira, Victorio Bruno Graciano Crifacio, Luis Miguel Bonasso, Jorge Falcone, María Cristina Zucker, Víctor Melchor Basterra, Jorge Omar Lewinger, Daniel Vicente Cabezas, Emilio Avelino Goya, Hugo César Fontanella, Nora Livia Borda, Lidia Elma Scialero, Ismael Triay, Juan Carlos Dante Gullo, Jorge Alberto Puigdomenech, Miguel Ángel Salvo, Antonio Pedro Lepere, Jorge Horacio Cella, Luisa Druk de Libenson, Ana María Avalos de Cabilla, Ana María Moreyra, Alfonso Carbajal, Raimundo Oscar Monsalvo y Jair Krischke.
Además, se contó con los testimonios de varios como Carlos Guillermo Suárez Mason, Pablo Armando Jiménez, Humberto Eduardo Farina, Juan Antonio Del Cerro, Jorge Olivera Rovere, Edgar Gustavo Gomar, Carlos Alberto Tepedino, Francisco Javier Molina, José Ramón Pereiro, Carlos Alberto Barreira, Hermes Oscar Rodríguez, Arturo Enrique Pelejero, Jorge Ezequiel Suárez Nelson, Miguel Ángel Junco, Augusto Schiaffino, Oscar Edgardo Rodríguez, Oscar Edgardo Rodríguez, Claudio Gustavo Scagliusi, Néstor Norberto Cendon, Alberto Jorge Crinigan, Juan Carlos Avena, Julián Marina, Mario Alberto Gómez Arenas, Nelson Ramón González, Julio César Bellene y Antonio Herminio Simón.

### Segundo juicio
El 31 de mayo de 2012, el juez federal Ariel Lijo sentenció:
- al coronel Antonio Herminio Simón, a 19 años de prisión;
- y al sargento ayudante Alfredo Omar Feito, a 10 años de prisión;

Y absolvió a:
- el coronel Julián Marina;
- y el teniente coronel José Ramón Pereiro.